# Варка-Сылькы
Варка-Сылькы (Варга-Сылькы) (устар. Варка-Сыль-Кы) — река на севере Западной Сибири, в Ямало-Ненецком автономном округе России.
Варка-Сыль-Кы с селькупского языка означает Большая соболиная река.

## География
Длина реки — 249 км. Площадь водосборного бассейна — 5760 км². Впадает в реку Таз слева, на 354-м км от устья в 40 км к северу от с. Красноселькуп. Течёт по северо-восточной части Западно-Сибирской равнины.
В бассейне реки насчитывается около 230 рек и ручьев, в том числе семь рек длиной свыше 50 км. Основные притоки: слева — Корылькы и Катаралькы, справа Купамелькы, Копамнярылькы.
Средний годовой расход воды — около 55 м³/с, объем годового стока реки — 1,7 км³.

## Притоки
- 40 км: Кыталькы
- 54 км: Копамнярылькы
- 65 км: Кыпакы
- 106 км: Корылькы
- 131 км: Купамелькы
- 159 км: Катарылькы
- 201 км: Мялильнярылькы
- 228 км: Торосколькы
- 233 км: Кыпа-Торосколькы
- Иннэль-Сылькы

## Данные водного реестра
По данным государственного водного реестра России относится к Нижнеобскому бассейновому округу, водохозяйственный участок реки — Таз. Речной бассейн реки — Таз.
Код объекта в государственном водном реестре — 15050000112115300069596.

## Топографические карты
- Лист карты Q-44-XXI,XXII. Масштаб: 1 : 200 000. Указать дату выпуска/состояния местности.